# سن پابلو (نارینیو)
سن پابلو (انگلیسی: San Pablo, Nariño) نام شهری در کشور کلمبیا است.